# Anthony Spilotro
Anthony John Spilotro (19 de mayo de 1938 - 14 de junio de 1986), apodado "Tony Hormiga", fue un mafioso estadounidense y miembro de alto rango del Outfit de Chicago en Las Vegas durante las décadas de 1970 y 1980.
Spilotro manejó las ganancias ilegales de los casinos del Outfit cuando cuatro de los casinos,  Stardust, Fremont, La Hacienda, y El Marina, fueron administrados por Frank Rosenthal, reemplazando al miembro del Outfit John Roselli en Las Vegas.
Spilotro finalmente entró en conflicto con sus supervisores del crimen organizado que desaprobaron su manejo de los asuntos de Las Vegas, y luego arreglaron su asesinato el 14 de junio de 1986. Spilotro sirvió como base para el personaje de Nicky Santoro de  Martin Scorsese de la película Casino.
Los medios lo apodaron "Tony la hormiga" después de que el agente William Roemer del FBI se refiriera a Spilotro como "ese pequeño irritante". Como los medios no podían usar "pissant" (un insulto para referirse a algo o alguien como pequeño, insignificante, pero molesto), lo acortaron a "ant".

## Asesinato
Spilotro y su hermano Michael desaparecieron el 14 de junio de 1986, después de que se marcharon juntos de la casa de Michael en Oak Park. La esposa de Michael, Anne, denunció la desaparición de ambos hermanos el 16 de junio y el auto de Michael, un Lincoln de 1986, fue recuperado varios días después en el estacionamiento de un motel cerca del Aeropuerto Internacional O'Hare. Un granjero notó tierra recientemente removida en su maizal y creyendo que se trataría del cuerpo de un ciervo abatido por un cazador fuera de temporada, avisó a las autoridades y así el 22 de junio, sus cuerpos fueron encontrados, uno encima del otro y en calzoncillos, enterrados en un campo de maíz en Indiana.
Una autopsia completada el 24 de junio identificó la causa de su muerte como traumatismo y determinó que habían estado muertos desde el 14 de junio. Siendo identificados por fichas dentales proporcionados por su hermano el dentista, Patrick Spilotro.